# Transilvanian Hunger
Transilvanian Hunger – czwarta płyta norweskiego zespołu Darkthrone, wydana 1994 roku.

## Lista utworów
| Nr | Tytuł utworu                    | Słowa         | Muzyka                 | Długość |
| -- | ------------------------------- | ------------- | ---------------------- | ------- |
| 1. | „Transilvanian Hunger”          | Fenriz        | Fenriz, Nocturno Culto | 6:10    |
| 2. | „Over Fjell Og Gjennom Torner”  | Fenriz        | Fenriz, Nocturno Culto | 2:29    |
| 3. | „Skald Av Satans Sol”           | Fenriz        | Fenriz, Nocturno Culto | 4:29    |
| 4. | „Slottet I Det Fjerne”          | Fenriz        | Fenriz, Nocturno Culto | 4:45    |
| 5. | „Graven Takeheimens Saler”      | Varg Vikernes | Fenriz, Nocturno Culto | 4:59    |
| 6. | „I En Hall Med Flesk Og Mjød”   | Varg Vikernes | Fenriz, Nocturno Culto | 5:13    |
| 7. | „As Flittermice As Satans Spys” | Varg Vikernes | Fenriz, Nocturno Culto | 5:56    |
| 8. | „En As I Dype Skogen”           | Varg Vikernes | Fenriz, Nocturno Culto | 5:03    |
|    |                                 |               |                        | 39:04   |

## Twórcy
- Gylve "Fenriz" Nagell - perkusja, gitara, gitara basowa
- Ted "Nocturno Culto" Skjellum - śpiew
- Varg Vikernes - teksty (utwory 5-8)